# Malahat (Columbia Britannica)
Malahat è un'area non incorporata nella Cowichan Valley, con servizi municipali gestiti dal Distretto regionale di Cowichan Valley (Area A).
Quello che potrebbe essere considerato il fulcro della comunità è una piccola raccolta di attività che include la stazione di benzina di Malahat (che funge anche da ufficio postale di Malahat), il Malahat Chalet e la Moon Water Lodge.
In passato, un terreno ripido e accidentato ha impedito qualsiasi sviluppo residenziale significativo, ma nuove suddivisioni sono state costruite intorno all'estremità settentrionale dell'area intorno ai vecchi cementifici di Bamberton e nell'area adiacente alla Elkington Forest.
La maggior parte dei residenti della zona vive in case isolate situate fuori dall'autostrada.  In questo contesto "Malahat" si riferisce principalmente al relativo distretto di consegna del Canada Post.
Malahat è principalmente conosciuta per la parte della British Columbia Highway 1 che attraversa l'area in cui risiede la comunità, localmente nota come 'The Malahat' o 'The Malahat Drive'. La carreggiata presenta un insieme di sezioni trasversali a 2, 3 e 4 corsie.
L'autostrada attraverso la stretta sezione del canyon di Goldstream Park è a 2 corsie.
Nella porzione della British Columbia Highway 1 corrispondente a Malahat si sono verificati numerosi incidenti stradali mortali, causati in gran parte da veicoli che attraversavano la linea centrale. Questi incidenti hanno portato a lunghe chiusure stradali.
La chiusura dell'autostrada nell'area di Malahat causa interruzioni per i viaggi e al commercio sull'Isola di Vancouver, in quanto parti dell'autostrada sono un unico punto di accesso e, se chiuse, non ci sono pratici percorsi alternativi.
Il risultato di questi disservizi è stato che il Ministero dei Trasporti ha iniziato un programma per aggiungere mediane di cemento al centro per separare il traffico a Nord e a Sud.
Ora alla sezione tra Finlayson Arm Road e Summit è stata aggiunta una mediana di cemento; Il 65% dell'autostrada nell'area di Malahat è diviso con una mediana di  cemento.